# Big Bear Solar Observatory

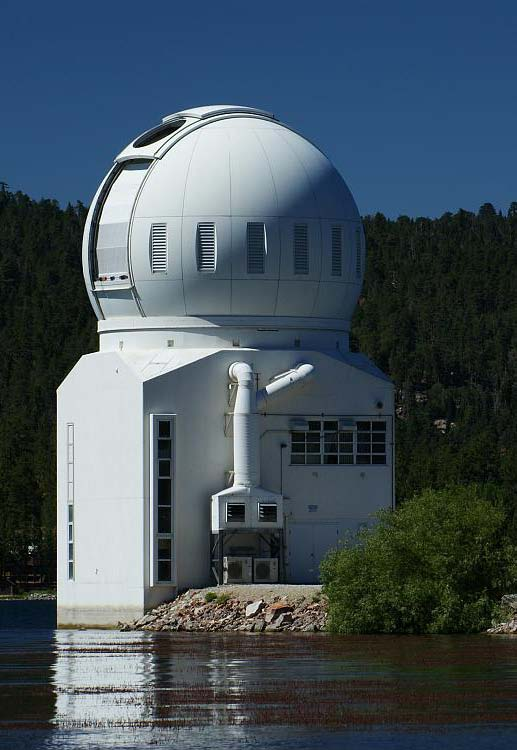
Observatorium mit dem Dom des Goode Solar Telescope

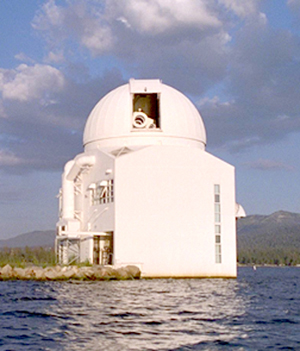
Observatorium mit früherem Teleskop, 2006

Das Big Bear Solar Observatory (BBSO) ist ein Sonnenobservatorium im Norden des
Big Bear Lake in den Bergen des San Bernardino County im US-Bundesstaat Kalifornien. Es beherbergt mit dem  New Solar Telescope (NST), später als Goode Solar Telescope (GST) bezeichnet, eines der größten und leistungsfähigsten Solar-Teleskope.
Das Observatorium wurde im Jahr 1969 von dem California Institute of Technology auf einer künstlichen Halbinsel errichtet und zählte von 1970 bis 1980 zur Verwaltungseinheit der Hale-Observatorien.
Sein größtes Teleskop war vor 2009 ein 65-cm-Vakuum-Teleskop, das dann durch ein 1,6-Meter-Teleskop, das New Solar Telescope ersetzt wurde. First light-Aufnahmen des NST wurden im August 2010 veröffentlicht.  Das NST verfügt über Adaptive Optik und war bis ins Jahr 2019 das größte Sonnenteleskop, dann abgelöst von dem Daniel K. Inouye Solar Telescope mit 4 m Apertur. Weiters werden am Big Bear Solar Observatory zwei kleinere Teleskope betrieben, unter anderem ein H-alpha-Teleskop, das „New Full Disk H-alpha Telescope“ und ein zusätzliches Instrument zur Erforschung des Erdschein.
- Hochaufgelöste zeitgeraffte Videos der Hα-Emission der Sonnenoberfläche, erstellt mithilfe der adaptiven Optik des GST
- 33 min. Vorgang
- 20 min. Vorgang